# Comuna Verhnii Iaseniv, Verhovîna
Verhnii Iaseniv (în ucraineană Верхній Ясенів) este o comună în raionul Verhovîna, regiunea Ivano-Frankivsk, Ucraina, formată din satele Rivnea și Verhnii Iaseniv (reședința).

## Demografie
Componența lingvistică a comunei Verhnii Iaseniv
     Ucraineană (99,83%)
     Alte limbi (0,17%)
Conform recensământului din 2001, majoritatea populației comunei Verhnii Iaseniv era vorbitoare de ucraineană (99,83%), existând în minoritate și vorbitori de alte limbi.